# Saint-Jean-de-Rebervilliers
Saint-Jean-de-Rebervilliers é uma comuna francesa na região administrativa do Centro, no departamento Eure-et-Loir. Estende-se por uma área de 10,73 km². Em 2010 a comuna tinha 253 habitantes (densidade: 23,6 hab./km²).